# Herresbach
Herresbach ist eine Ortsgemeinde im Landkreis Mayen-Koblenz in Rheinland-Pfalz. Sie gehört der Verbandsgemeinde Vordereifel an, die ihren Verwaltungssitz in Mayen hat.

## Geographie
Auf der Gemarkung der Gemeinde verläuft vom Schwalbenschwanz bis zur Döttinger Höhe ein Teil des Nürburgrings. Des Weiteren verläuft die Gemarkung Herresbach bis an den höchsten Punkt der Hohen Acht. Die Ortslage Herresbach befindet sich zudem am Fuße des Räuterbergs, welcher seinen höchsten Punkt ebenfalls im Gemeindegebiet hat.
Südlich von Döttingen liegt das Döttinger Maar.

## Gemeindegliederung
Zu Herresbach gehören die Ortsteile Döttingen und Eschbach sowie der Wohnplatz (Gaststätte) Döttinger Höhe.

## Geschichte
Herresbach gehörte zur Herrschaft Königsfeld, die Anfang des 17. Jahrhunderts an die Freiherrn Waldbott von Bassenheim kam.
Nach 1792 hatten französische französische Revolutionstruppen das sogenannte Linke Rheinufer eingenommen. Nach der Einführung der französischen Verwaltungsstrukturen gehörte Herresbach von 1798 bis 1814 zum Kanton Virneburg im Rhein-Mosel-Departement. Aufgrund der auf dem Wiener Kongress (1815) getroffenen Vereinbarungen kam die Region zum Königreich Preußen. Herresbach gehörte zur Bürgermeisterei Virneburg im 1816 errichteten Kreis Adenau des Regierungsbezirks Koblenz und von 1822 an zur Rheinprovinz. Man vermutet, dass Herresbach in der Nähe einer alten Römersiedlung gebaut worden ist.

## Politik

### Gemeinderat
Der Gemeinderat in Herresbach besteht aus zwölf Ratsmitgliedern, die bei der Kommunalwahl am 9. Juni 2024 in einer Mehrheitswahl gewählt wurden, und dem ehrenamtlichen Ortsbürgermeister als Vorsitzendem.

### Ortsbürgermeister
Achim Bürger wurde im Jahr 2019 Ortsbürgermeister von Herresbach. Bei der Direktwahl am 26. Mai 2019 war er mit einem Stimmenanteil von 85,29 % gewählt worden. Bei der Direktwahl am 9. Juni 2024 wurde er als einziger Bewerber mit 79,6 % für weitere fünf Jahre wiedergewählt.
Vorgänger von Achim Bürger war Hermann-Josef Schäfer.

### Wappen
| Wappen von Herresbach | Blasonierung: „Von Gold über Blau geteilt, oben ein wachsender schwarzer rot bewehrter Adler, unten 3 goldene Ähren.“ |
| Wappen von Herresbach | Wappenbegründung: Während der Adler auf die ehemalige Zugehörigkeit zum Gebiet der Reichsritter Waldbott von Bassenheim verweist, sollen die Ähren die drei Teilorte Herresbach, Döttingen und Eschbach symbolisieren. Das Wappen wird seit 1991 geführt. |

## Kirche
Die katholische Schutzengelkapelle in Herresbach wurde 1843 im Stil von Johann Claudius von Lassaulx erbaut und ist dem Apostel Matthias und den Schutzengeln geweiht. Die Döttinger Kapelle St. Lüfthildis wurde 1863 erbaut.

## Gewerbe
Der Planungsverband „Gewerbepark am Nürburgring“ wird von den Verbandsgemeinden Vordereifel, Kelberg und Adenau und den Ortsgemeinden Herresbach, Meuspath und Drees getragen.

Herresbach
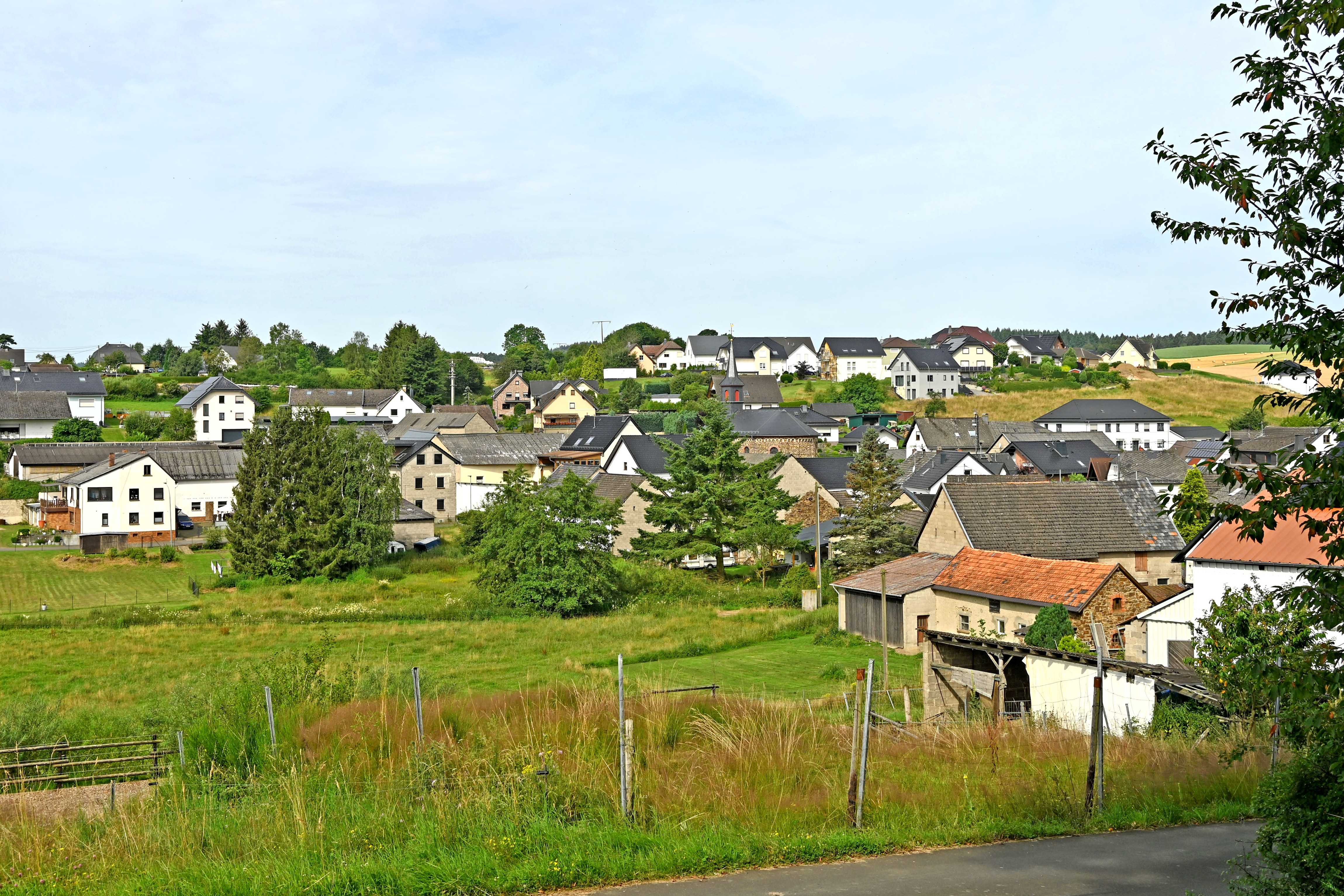
Nordostansicht
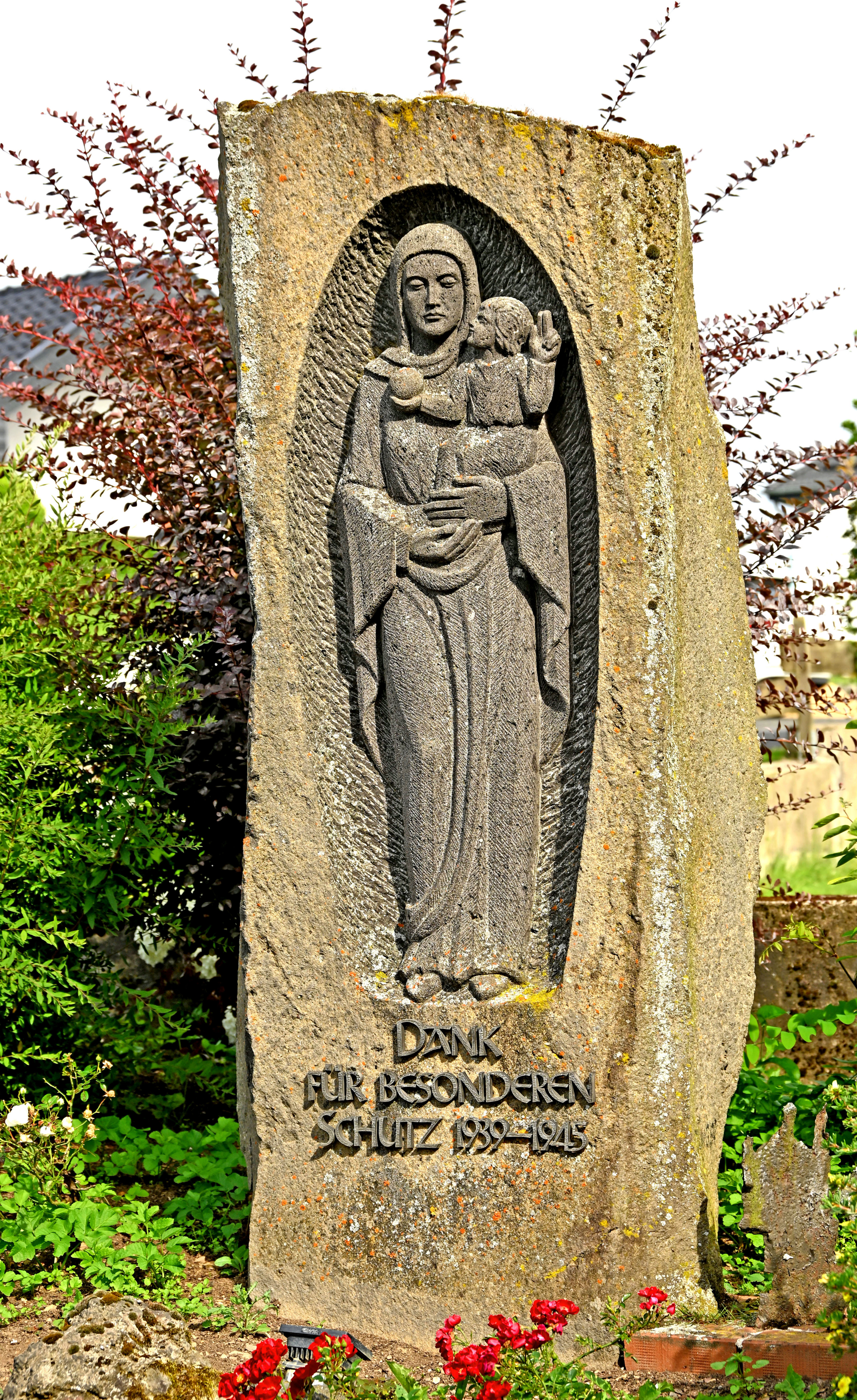
Madonna
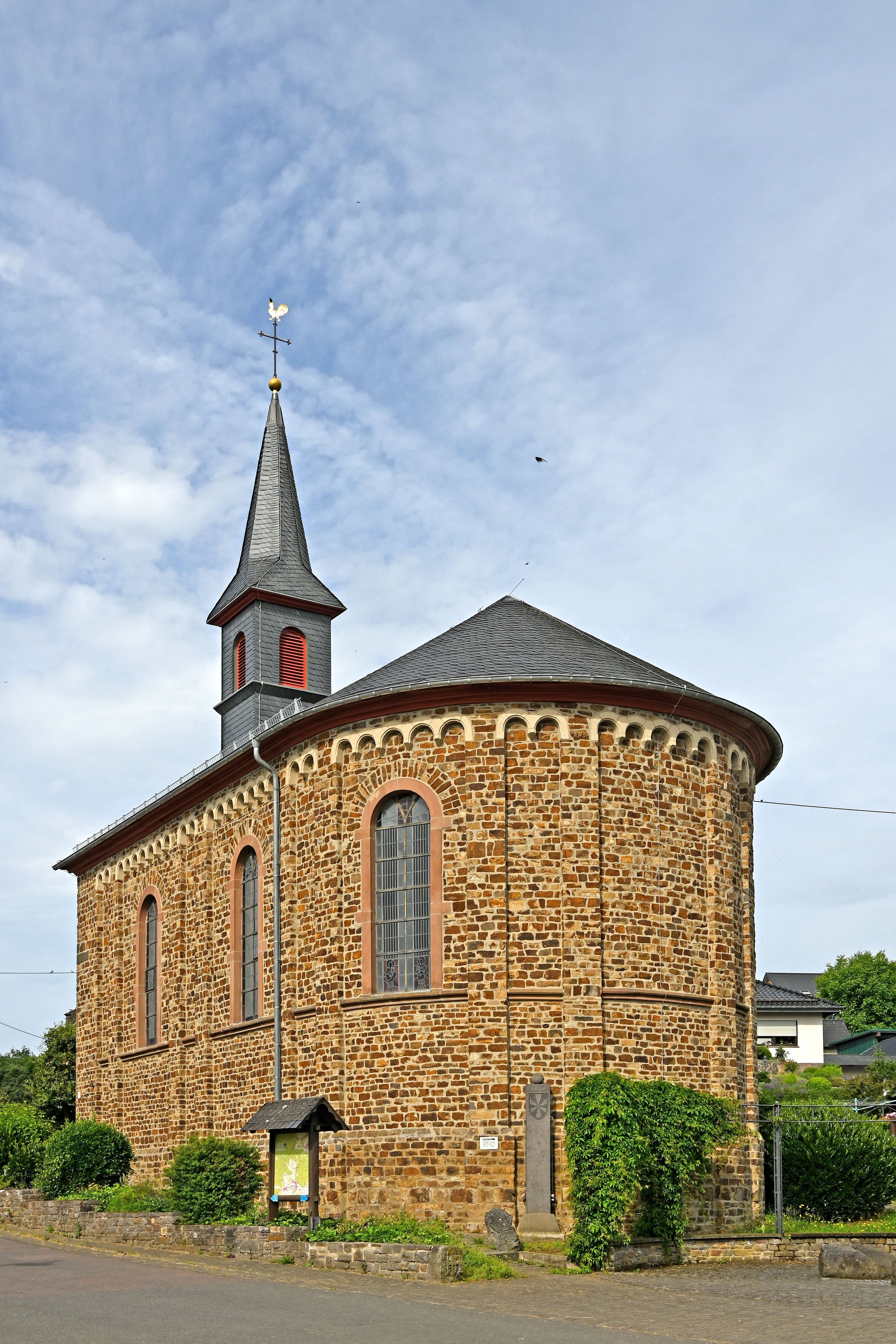
Kapelle
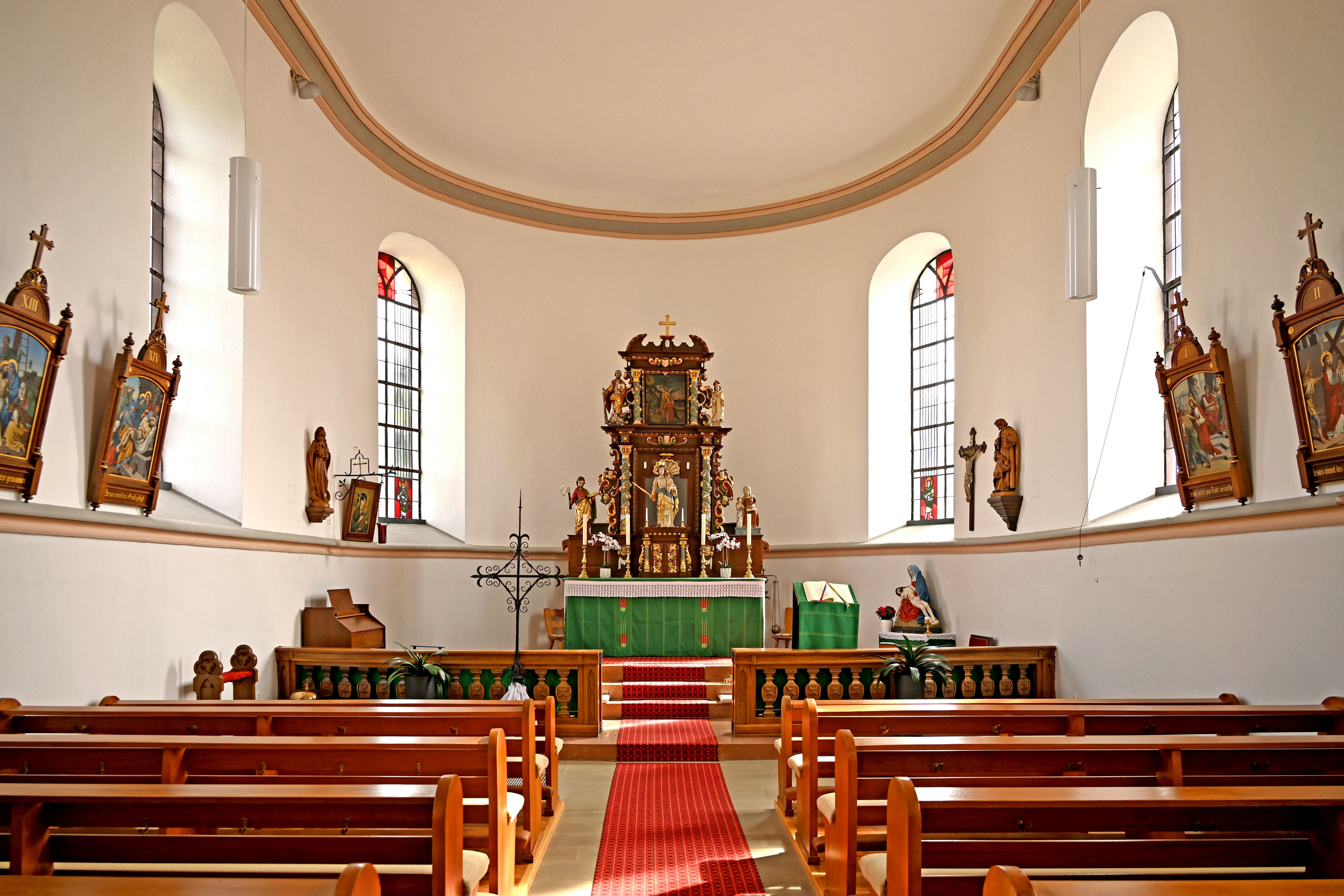
Innenraum
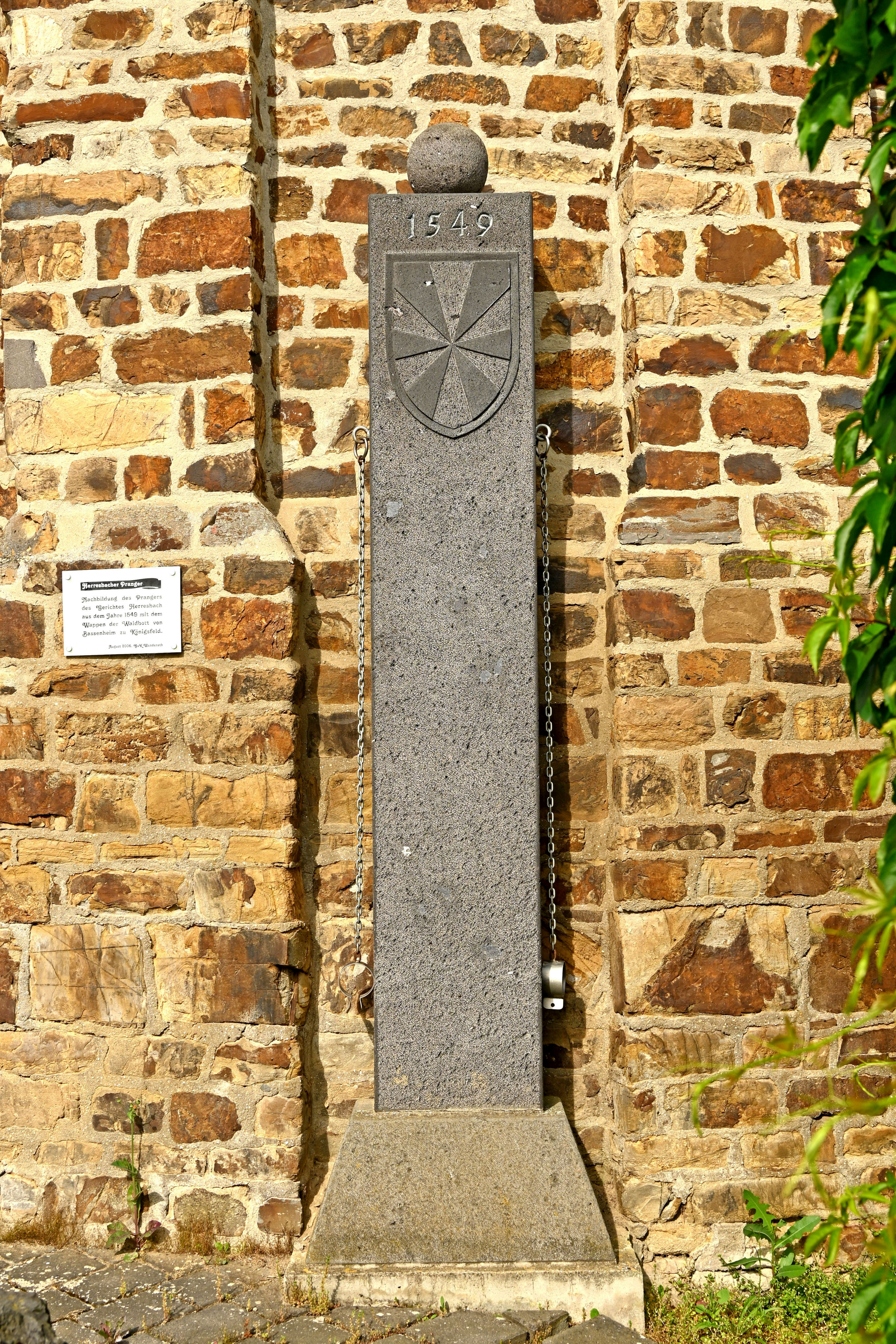
Pranger (1549)
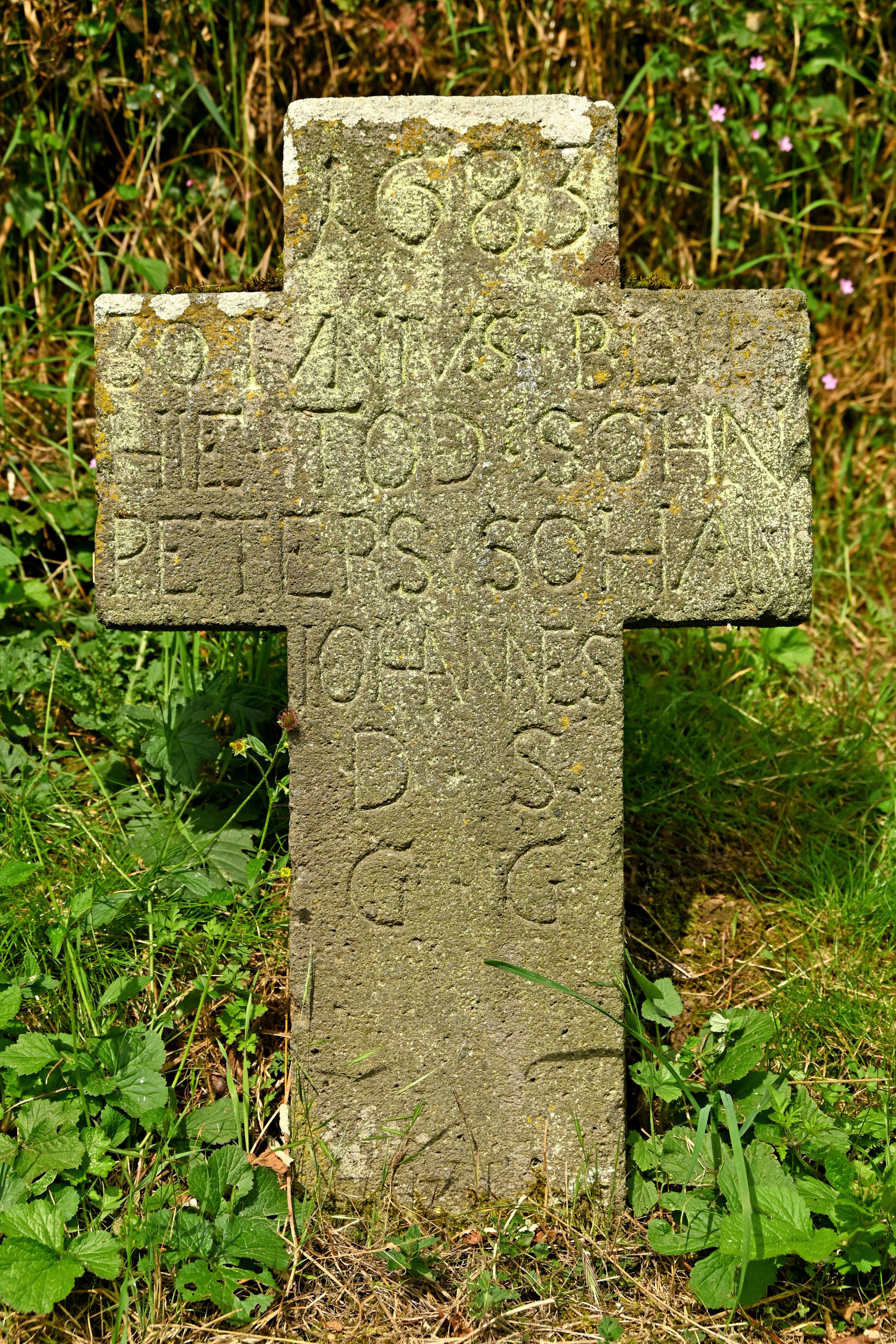
Wegekreuz
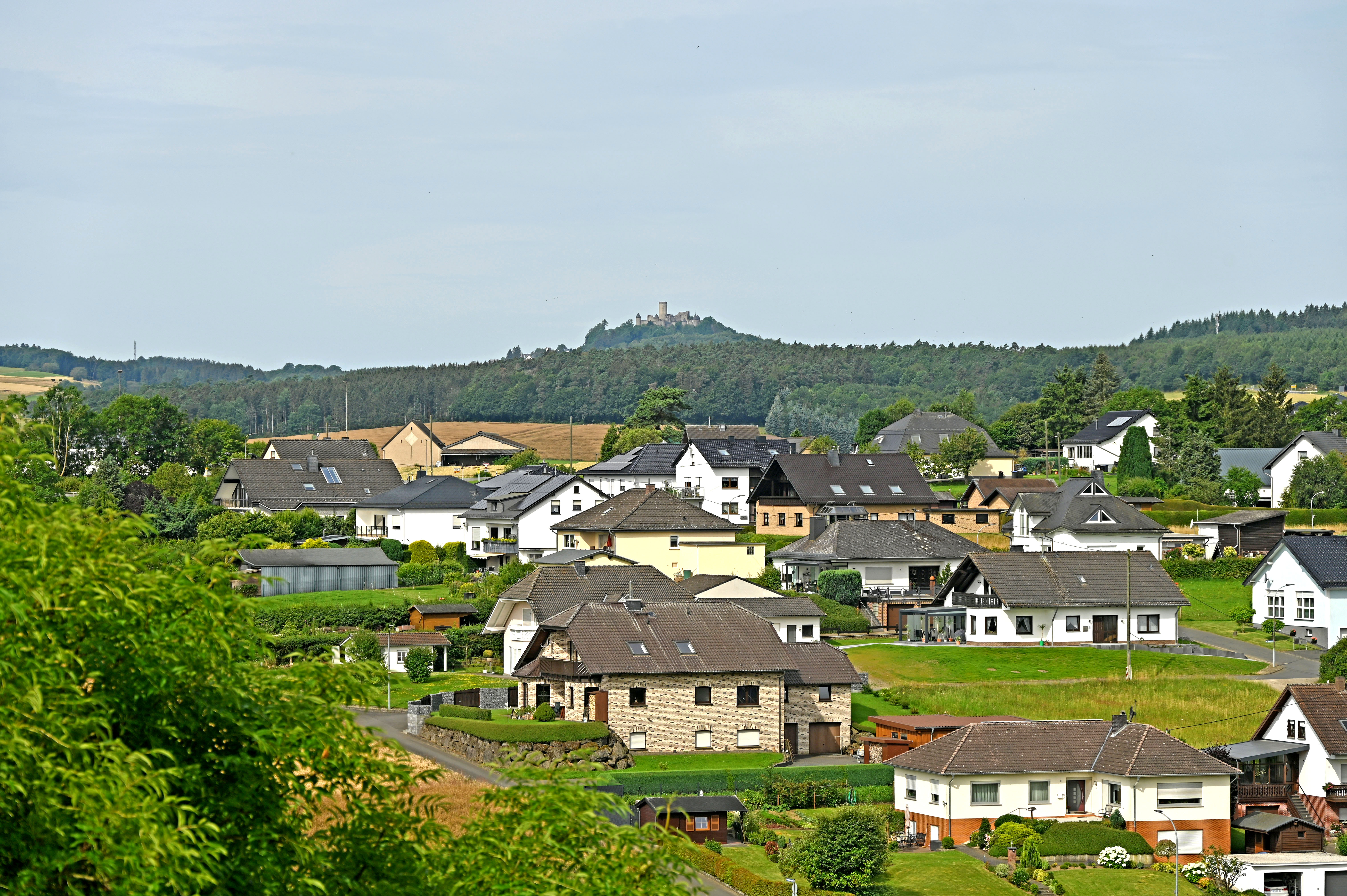
Blick zur Nürburg